# Sorindeia madagascariensis
Sorindeia madagascariensis is een soort uit de pruikenboomfamilie (Anacardiaceae). Het typespecimen is verzameld op Madagaskar, waar hij zijn soortaanduiding madagascariensis aan te danken heeft.

## Uiterlijke kenmerken
Het is een grote vertakte groenblijvende boom, die een hoogte van 10 meter kan bereiken. De samengestelde bladeren zijn oneven geveerd en hebben een bladsteel en een bladspil. Een samengesteld blad kunnen een lengte van 32 centimeter bereiken. Het blad bestaat uit ongeveer 7 tot 13 deelbladeren, die een lichtgroene kleur hebben, die soms licht verkleurd. De deelbladeren zijn langwerpig elliptisch, zijn 24 centimeter lang en asymmetrisch aan de bladbasis. Jonge deelbladeren zijn klein, oude deelbladeren zijn het grootst en kunnen 34 centimeter lang worden. De oude deelbladeren hebben een omgekeerde-eironde bladvorm en zijn in tegenstelling tot de jongere bladeren wel symmetrisch aan de bladbasis. De gehele bladrand is iets golvend en de bladsteel is aan het begin gezwollen. 

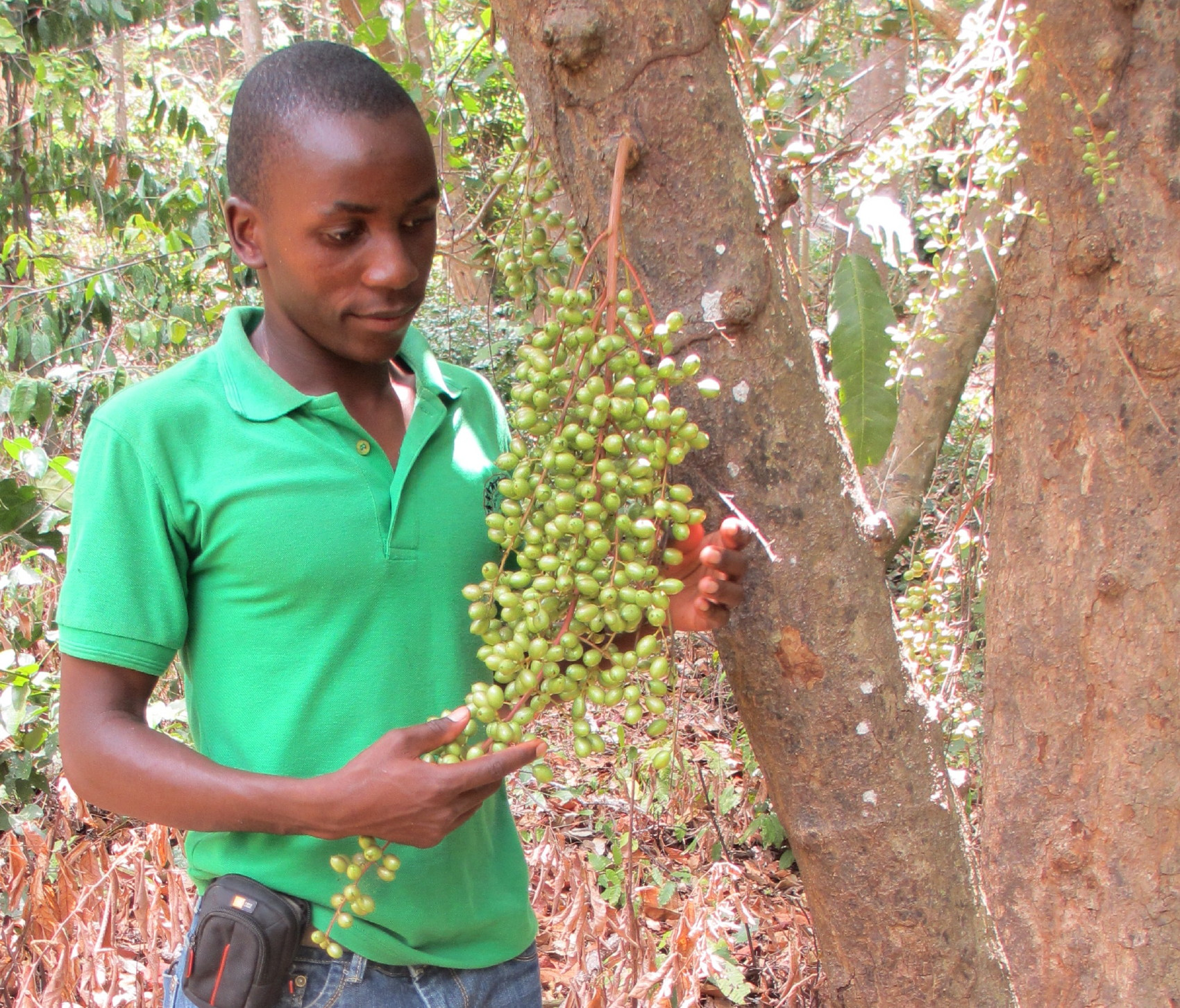
Een jongen toont een tros vol vruchten.

### Bloemen en vruchten
De kleine bloemen hebben bloemblaadjes die aan de buitenkant een bleek roodachtig-oranje of vaalrode kleur hebben en aan de binnenkant dofgeel. De bloemen zitten bij elkaar in grote hangende pluimen, die 20-95 centimeter lang kunnen worden. De bloempluimen groeien meestal aan de oudere takken onder bladeren of aan de stam. Het fruit bestaat uit ongeveer 2,5 centimeter grote steenvruchten, die een ellipsoïde vorm hebben. De eetbare vruchten kleuren geel als zij rijp zijn.

## Verspreiding
De soort komt voor in oostelijk gelegen Afrikaanse landen zoals Kenia, Tanzania, Malawi en Mozambique en op Madagaskar en de Mascarenen. De soort groeit in kust- en rivierbossen. De soort kan ook in andere bostypen of bosachtig terrein voorkomen, waar hij groeit op natte plaatsen. 